# Khlevensky (huyện)
Huyện Khlevensky (tiếng Nga: ? райо́н) là một huyện hành chính tự quản (raion), của Tỉnh Lipetsk, Nga. Huyện có diện tích 936 kilômét vuông, dân số thời điểm ngày 1 tháng 1 năm 2000 là 19700 người. Trung tâm của huyện đóng ở Khlevnoye.